# 社会主義左翼党 (ノルウェー)
社会主義左翼党（しゃかいしゅぎさよくとう、ノルウェー語: Sosialistisk Venstreparti）は、1975年に設立されたノルウェーの社会主義政党。左翼社会党、社会党と訳される場合もある。2023年現在、ノルウェー議会（ストーティング）に13議席を有する。党首はキルスティ・ベルグスト（2023年就任）。北欧グリーンレフト同盟に加盟。

## 歴史

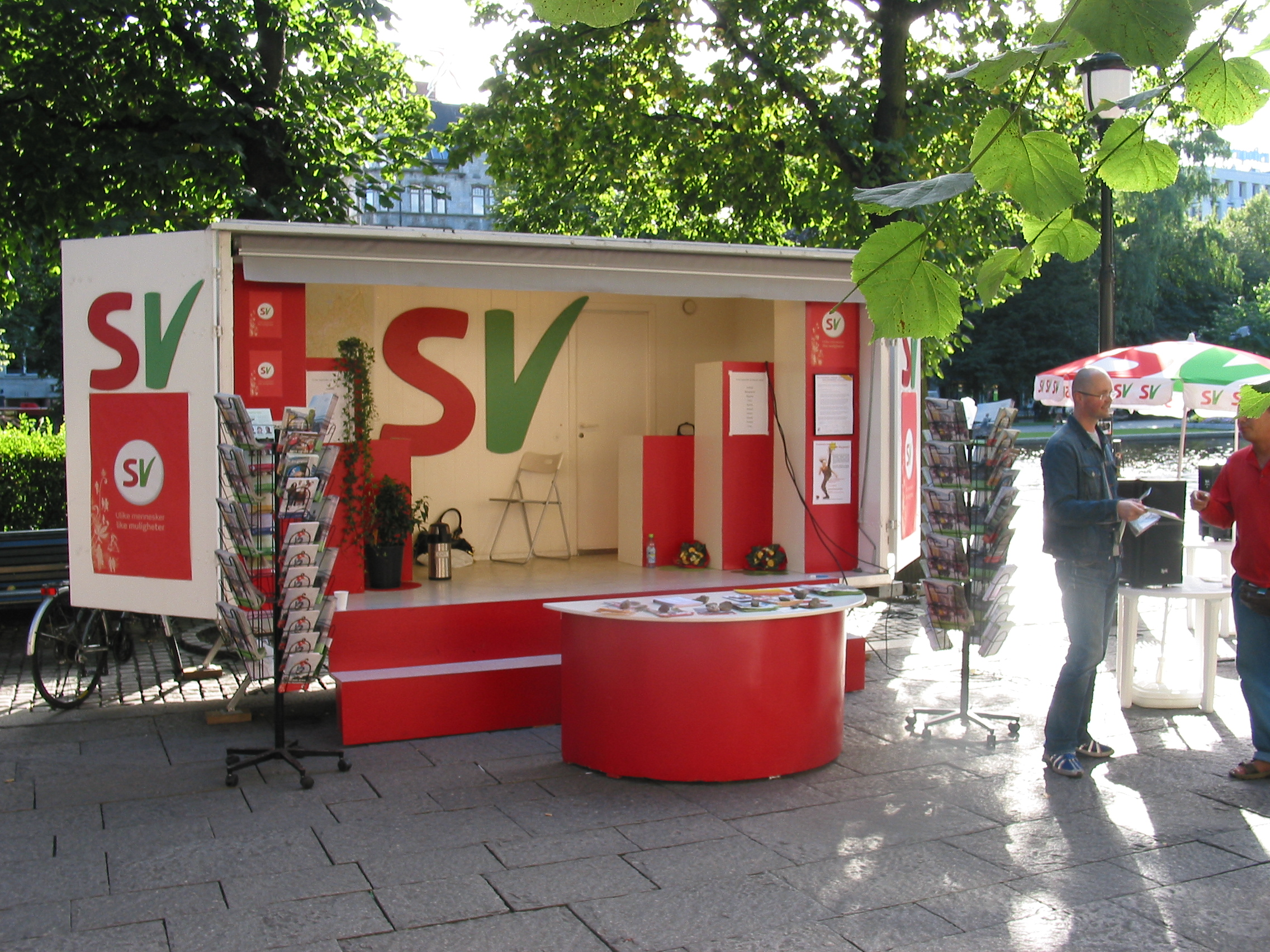
2007年の地方議会選挙に際して行われたキャンペーンの模様

1972年10月25日に行われた、欧州共同体（当時）への加盟の是非を問う国民投票で反対派が勝利したことを受け、1973年、社会主義人民党、ノルウェー共産党、民主社会党及び無所属議員から構成される選挙連合として発足。1973年の選挙で16議席を獲得したのに続き、翌年にオスロで開かれた大会で3党の解散と新党への移行が宣言された。1975年に結党となったものの、共産党のメンバーが党の解散を不服としたため新党に加わることは無かった。
結党初年こそ議会で議席を獲得するのが困難となるなど苦戦を強いられたが、1980年代に入ると平和や軍縮、失業の解決を掲げ知名度も上昇した。1990年代の初頭には党の人気に再び陰りが見え始めたが、現党首になってからは教育問題を重点に「子ども達と若者を第一に」とするスローガンが奏功し党勢は持ち直した。
コソボへの軍事介入は党内部でも議論が噴出した。「コソヴォにおける民族浄化は阻止すべき」として、ハルヴォルセンら党首脳の殆どは北大西洋条約機構による空爆を支持した一方で、党内では「暴力が更なる暴力を招く」ことを理由に挙げ、空爆に猛反対する者が多かった 。ただ、党の外交政策はあくまで非軍事を貫くもので、アフガニスタン紛争やイラク戦争など軍事行動には反対した。
2005年の議会選挙では労働党や中央党との選挙協力により勝利し初めて政権与党となり（5名が閣僚ポストを獲得）、党首のハルヴォルセンも財務大臣に就任。2009年の議会選挙では11議席に減ったものの、従来の連立与党が辛うじて過半数を確保した。閣内における力関係の変化は党にも影を落としており、財務大臣の座を労働党に明け渡した。
2013年の議会選挙では、過去最低の得票率で第7党にまで転落した。その後、2017年と2021年の議会選挙では持ち直したが、なお野党に留まっている。

## 歴代党首
- ベリット・オース（1975年 - 1976年）
- ベルゲ・フッレ（1977年 - 1983年）
- テオ・コリツィンスキー（1983年 - 1987年）
- エリック・ソルヘイム（1987年 - 1997年）
- クリスティン・ハルヴォルセン（1997年 - 2012年）
- アウドゥン・リスバッケン（2012年 - 2023年）
- キルスティ・ベルグスト（2023年 - ）